# 丑女无敌
《丑女无敌》是一部改编自美国广播公司的电视剧《丑女贝蒂》的都市喜剧，共四季。2008年9月28日在中国大陆湖南卫视首播。

## 演员表
| 演員                          | 角色   | 介紹 |
| 李欣汝                        | 林无敌 | 概念广告公司总裁助理兼财务经理，“丑女俱乐部”成员之一。工薪家庭背景，成绩优异。聪明能干、勤劳善良，充满内在美，但外表粗陋（眼镜+牙套）、体态笨拙。可她毫不做作，能自嘲，认识到自己的外貌是一个挑战，而不是求人怜悯的借口。最大的缺点是涉世不深，为了亲情、友情、爱情有时不能顾全大局，甚至被人利用，尤其在爱情方面没有信心。好在她有足够的自我认知，犯了错误能勇敢面对，碰到坏人也敢于还击。 |
| 刘晓虎                        | 费德南 | 概念广告“李费”两大合伙家族费家公子，概念广告公司总裁。家境优越，教养良好。由于从小没吃过苦，也没看到过社会的阴暗面，内心单纯无邪。外表英俊潇洒，极有时尚品位及绅士风度，对所有女性都非常礼貌（包括平凡的林无敌），从不戏弄女性。但天生对美貌敏感，又不会拒绝别人，自然身边美女如云，说他是现代版贾宝玉似乎也有道理。最大的缺点是争强好胜。 |
| 李芯逸                        | 李安茜 | 概念广告“李费”两大合伙家族李家次女，概念广告公司制片经理。外表端庄秀丽，典型的职场丽人，但在爱情方面同样没有信心。素知男友费德南是著名的花花公子，一方面支持他做了新总裁，一方面又想把自己的好朋友裴娜安插在他身边，监视其一举一动。偶尔喜欢和苏蕾比美。 |
| 韩立                          | 唐亚军 | 投资及电脑天才。林无敌的发小及坚强后盾，其貌不扬，但智商182。喜欢裴娜。 |
| 毛俊杰                        | 裴娜   | 概念广告公司总裁秘书。外表漂亮性感，拜金女。从小家境殷实，但家道中落，常有"心比天高、命比纸薄"之叹。在男人们眼里，是个可爱的傻女人：自以为有智慧，只是从来不用；一心要钓金龟婿，却因此被人利用。虽然，一见到男人就会变成林志玲式娃娃音的嗲嗲星人，却给自己包揽了艰巨的任务：当李安茜的眼线、李安瑞的卧底……只是经常一句话就能让大多数聪明人彻底崩溃。任办公室里的小世界因此风云变色，也只是瞪着小女人那无辜天真的眼睛看着仰天长吐（吐血）的你。成熟女人的身体，孩童般的情绪，说的就是裴娜这样的人。 |
| 吴其江                        | 吴庸   | 概念广告公司副总裁，费德南的狗头军师。虽然外形不具备足够杀伤力，但其成熟的魅力及幽默的谈吐也吸引不少美女投怀送抱。传说中的“色羊”，与裴娜关系暧昧、纠缠不清。作为费的死党，常出一些馊主意，使事情再次陷入困境，是一个不可或缺的搞笑角色。 |
| 王凯                          | 陈家明 | 概念广告公司首席导演。艺术家，完美主义者，有些娘娘腔；有一只叫“婉君”的宠物狗；第四季与小艾喜结良缘。 |
| 刘晓晔                        | 苏蕾   | 概念广告公司财务秘书，神秘阔太，“丑女俱乐部”的大姐大。上班是因为无聊，喜欢请人吃饭、买名牌；说话刻薄，没有坏心眼，为人豪爽仗义；十分欣赏林无敌，无敌有什么事，她都愿意冲锋在前。 |
| 文梦洋                        | 小艾   | 概念广告公司职员，陈家明的助手，“丑女俱乐部”成员之一。裴娜曾给她起外号“贞子”；第四季与陈家明喜结良缘。 |
| 张亚飞                        | 张凌   | 概念广告公司前台，“丑女俱乐部”成员之一。 |
| 刘鑫                          | 马莎莎 | 概念广告公司副总裁秘书，“丑女俱乐部”成员之一。 |
| 白玉娟                        | 罗兰   | 概念广告公司客户总监秘书，“丑女俱乐部”成员之一。 |
| 张姝                          | 范春花 | 概念广告公司保洁，“丑女俱乐部”成员之一。 |
| 鲁诺                          | 小武   | 概念广告公司司机，李安娜的朋友。爱好街舞；喜欢张凌。 |
| 王峰                          | 楚国良 | 概念广告公司财务经理。 |
| 褚颖颖                        | 叶蓉   | 费德南的知心姐姐；前概念广告公司职员，老费总费伯诚的总裁秘书；后费伯诚发现其公关才能，鼓励其自主创业，闯出属于自己的一片天地。 |
| 王策                          | 李安瑞 | 概念广告“李费”两大合伙家族李家长子，独立创办瑞安投资公司。李安茜、李安娜的哥哥，十分疼爱两个妹妹；与裴娜关系暧昧、纠缠不清。 |
| 陈杨                          | 李安娜 | 概念广告“李费”两大合伙家族李家小妹，小武的朋友。外表甜美可爱，性格善良，同样爱好街舞。 |
| 俞灝明                        | 張永康 | 与概念广告合作的明星。 |
| 戚迹                          | 杜卫东 | 第二季登场人物。外号“冬瓜”，著名摄影师，环保主义者；费德南及李安瑞、李安茜、李安娜兄妹的发小；爱好旅行、剑道、绿植；喜欢李安茜。 |
| 邓安奇                        | 雷囧   | 第三季登场人物。够雷吧吧主；外表乐观开朗，身怀绝世武功，却负债累累；有着坎坷的过往，和林无敌偶然相识，成为一对冤家；第四季成为世界之窗游乐园的老板和概念广告董事长；后为无敌放弃一切，开始旅行。 |
| 顾璇（第三季） 周放（第四季） | 阿黛尔 | 第三季登场人物。外表天真美丽，性格古怪，像个被宠坏的小孩，把渴望都展现出来，就是智商不高；曾经是个可怕的人，后由于遭到天罚（雷劈），决定痛改前非，目前正实施赎罪计划；第四季结尾到国外打官司，临走前亲吻了雷囧。 |
| 宋佳玲                        | 小龙女 | 第三季登场人物。真实姓名不详，够雷吧服务生兼保镖，同样身怀绝世武功。 |
| 章懿珂                        | 萌鲜果 | 第三季登场人物。真实姓名不详，够雷吧酒保；喜欢叶蓉。 |

## 電視劇歌曲
| 曲序 | 曲目                       | 演唱   |
| ---- | -------------------------- | ------ |
| 1.   | 《大多数》（片頭曲）       | 李欣汝 |
| 2.   | 《无敌第一》（插曲）       |        |
| 3.   | 《放轻松》（插曲）         |        |
| 4.   | 《大女人》（片尾曲）       | 张亚飞 |
| 5.   | 《爱得太多》（插曲）       | 张亚飞 |
| 6.   | 《印度亲嘴歌》（插曲）     |        |
| 7.   | 《We Tango Alone》（插曲） |        |
| 8.   | 《Im too sex》（插曲）     |        |
| 9.   | 《Only Lies》（插曲）      |        |

注：《丑女无敌》片头分动画版和镜头饭制版，其中在青海卫视介入湖南广播电视台合作期间，2010年改版试播期间（还未更换台标时期）播出的《丑女无敌》第一、二季的片头还是动画版，而在更换台标后的2011年暑假重温的《丑女无敌》第一季的片头则是镜头饭制版。而该剧转售给其他电视台播出时（如厦门卫视（地面版）、星空卫视）的片头，则是动画版的。

## 播出时间
- 第一季 2008年9月28日 22：00
- 第二季 2009年1月12日 20：30
- 第三季 2009年8月30日 22：00
- 第四季 2010年2月20日 22：00

| 中国 湖南衛視 金鹰独播剧场 每天 22:00 - 24:00（周六播一集） | 中国 湖南衛視 金鹰独播剧场 每天 22:00 - 24:00（周六播一集） | 中国 湖南衛視 金鹰独播剧场 每天 22:00 - 24:00（周六播一集） |
| ----------------------------------------------------------- | ----------------------------------------------------------- | ----------------------------------------------------------- |
|                                                             | 丑女无敌 （2008年9月28日 - 2008年10月20日）                 |                                                             |
| 达子的春天 （2008年9月7日 - 2008年9月27日）                 | 恋爱兵法 （2008年10月21日 - 2008年11月11日）                |                                                             |

| 中国湖南卫视 金鹰独播剧场 周一至四、周六、周日 22:00-24:00 | 中国湖南卫视 金鹰独播剧场 周一至四、周六、周日 22:00-24:00 | 中国湖南卫视 金鹰独播剧场 周一至四、周六、周日 22:00-24:00 |
| ---------------------------------------------------------- | ---------------------------------------------------------- | ---------------------------------------------------------- |
|                                                            | 丑女无敌3 （2009年8月30日- 2009年9月25日）                 |                                                            |
| 一起来看流星雨 （2009年8月8日 - 2009年8月29日）            | 八百里洞庭我的家 （2009年9月26日- 2009年10月1日）          |                                                            |

| 中国湖南卫视 金鹰独播剧场 周一至周日 22:00 - 24:00 | 中国湖南卫视 金鹰独播剧场 周一至周日 22:00 - 24:00 | 中国湖南卫视 金鹰独播剧场 周一至周日 22:00 - 24:00 |
| -------------------------------------------------- | -------------------------------------------------- | -------------------------------------------------- |
|                                                    | 丑女无敌4 （2010年2月20日 - 2010年3月5日）         |                                                    |
| 籃球火 （2010年2月5日 - 2010年2月20日）            | 天使之翼 （2010年3月6日 - 2010年4月8日）           |                                                    |

## 外部連結
- 《丑女无敌2》湖南衛視专题 （页面存档备份，存于）
- 《丑女无敌4》湖南衛視专题 （页面存档备份，存于）
- 《丑女无敌》新浪网专题 （页面存档备份，存于）